# Samuel Butler (poeta)
Samuel Butler (Strensham, 1613 – Londra, 1680) è stato uno scrittore britannico.
È noto per il suo poema eroicomico Hudibras (1663-1678): ispirato a Don Chisciotte di Miguel de Cervantes, narra le vicende del presbiteriano Hudibras e del suo scudiero Ralpho.